# Конзола (архитектура)
Конзола је носећи елеменат који се издваја из равни зида и носи ребро лука, симс, еркер, балкон, скулптуру или слично по некада само је испуст на зидној равни.

## Историја
У старијој архитектури су конзоле од камена и често су богато декорисане геометријским, биљним или фигуративном мотивима. Од 17. века могу бити и од опека а исто тако и у штуку или гипсу, које имају понекад само декоративни значај.
Јављају се и у архитектури сраднњовековних замкова, као мање конзоле и као веће које носе еркере, мостиће па и средњовековне нужнике који су видљиви на зидовима замкова (овакви нужници се јављају и у народној архитектури код шиптарске куће) и дају им посебан карактер.

## Галерија
- Пас и зец на конзоли једне енглеске цркве из 12. века
- Конзолни симс (Француска, 12. век)
- Ренесансна конзола у Венецији
- Неокласицистичка конзола

## Примедба
Архитектонска конзола не би требало да се замењује са конзолом рачунара.